# Herrarnas parhoppning i höga hopp i simhopp vid olympiska sommarspelen 2000
Damernas parhoppning i höga hopp i de olympiska simhoppstävlingarna vid de olympiska sommarspelen 2000 hölls den 23 september i Sydney International Aquatic Centre. 

## Medaljörer
| Event                          | Guld                                     | Silver                     | Brons                               |
| Parhoppning 10 meter höga hopp | Dmitri Sautin och Igor Lukasjin Ryssland | Hu Jia och Tian Liang Kina | Jan Hempel och Heiko Meyer Tyskland |

## Resultat
| Placering | Simhoppare                               | Land           | Hopp 1 | Hopp 1    | Hopp 2         | Hopp 2    | Hopp 3         | Hopp 3    | Hopp 4         | Hopp 4    | Hopp 5 | Hopp 5    | Hopp 5 |
| Placering | Simhoppare                               | Land           | Poäng  | Placering | Poäng          | Placering | Poäng          | Placering | Poäng          | Placering | Poäng  | Placering | Totalt |
| --------- | ---------------------------------------- | -------------- | ------ | --------- | -------------- | --------- | -------------- | --------- | -------------- | --------- | ------ | --------- | ------ |
| 1         | Dmitri Sautin och Igor Lukasjin          | Ryssland       | 58,20  | 1         | 52,80 (111,00) | 3 (1)     | 82,80 (193,80) | 2 (2)     | 83,52 (277,32) | 1 (1)     | 87,72  | 1         | 365,04 |
| 2         | Hu Jia och Tian Liang                    | Kina           | 55,20  | 2         | 53,40 (108,60) | 1 (2)     | 88,32 (196,92) | 1 (1)     | 74,70 (271,62) | 7 (2)     | 87,12  | 2         | 358,74 |
| 3         | Jan Hempel och Heiko Meyer               | Tyskland       | 52,80  | 3         | 53,40 (106,20) | 1 (3)     | 78,30 (184,50) | 3 (3)     | 75,84 (260,34) | 6 (3)     | 78,54  | 5         | 338,88 |
| 4         | Leon Taylor och Peter Waterfield         | Storbritannien | 48,60  | 8         | 52,20 (100,80) | 4 (8)     | 77,22 (178,02) | 4 (5)     | 77,52 (255,54) | 3 (5)     | 79,80  | 4         | 335,34 |
| 5         | Mathew Helm och Robert Newbery           | Australien     | 52,80  | 3         | 49,20 (102,00) | 8 (5)     | 69,30 (171,30) | 8 (8)     | 76,80 (248,10) | 4 (7)     | 85,14  | 3         | 333,24 |
| 6         | Oleksandr Skrypnik och Roman Volod'kov   | Ukraina        | 51,00  | 6         | 50,40 (101,40) | 7 (6)     | 77,22 (178,62) | 4 (4)     | 78,72 (257,34) | 2 (4)     | 74,88  | 7         | 332,22 |
| 7         | David Pichler och Mark Ruiz              | USA            | 52,80  | 3         | 52,20 (105,00) | 4 (4)     | 71,10 (176,10) | 7 (6)     | 76,23 (252,33) | 5 (6)     | 69,36  | 8         | 321,69 |
| 8         | Gilles Emptoz-Lacote och Fréderic Piérre | Frankrike      | 49,80  | 7         | 51,60 (101,40) | 6 (7)     | 72,00 (173,40) | 6 (7)     | 65,70 (239,10) | 8 (8)     | 75,84  | 6         | 314,94 |